# Президент Республики Куба
Президе́нт Респу́блики Ку́ба (исп. Presidente de la República de Cuba) — высшая государственная должность в Республике Куба, установленная в октябре 2019 года после принятия новой конституции. Президент выбирается парламентом сроком на 5 лет и имеет право баллотироваться на второй. Президент имеет политическую, законодательную и судебную власть. Также является Верховным главнокомандующим Революционных вооружённых сил Кубы.
В 1976 пост президента был упразднён и его функции перешли к Государственному совету Кубы, при этом его глава неформально продолжал именоваться президентом. С 19 апреля 2018 года Правительство и Госсовет Кубы возглавлял Мигель Марио Диас-Канель, ставший 10 октября 2019 года Президентом Кубы.

## История
Должность президента Кубы была введена в 1869 году конституцией Гуаймаро, по которой он являлся главой исполнительной ветви власти. С 1869 по 1878 и с 1895 по 1899, во время кубинских войн за независимость против испанского правления, президент Республики Куба обладал исполнительной властью на освобождённых территориях, без существования независимого государства. Первым президентом кубинской республики был провозглашён Карлос Мануэль де Сеспедес. В 1902 году, после обретения Кубой независимости, президент стал высшим должностным лицом в государстве.
Согласно Конституции Кубы, принятой в 1940 году, президент избирался на четырёхлетний срок.
После революции 1959 года пост президента занимал Мануэль Уррутия, а в июле 1959 года его сменил Освальдо Дортикос. Конституция Кубы 1976 года упразднила пост президента и ввела вместо него коллективного главу государства — Государственный совет Кубы.
Председателем Государственного совета и Председателем Совета Министров (по Конституции, эти посты были объединены и их занимал один и тот же человек) стал Фидель Кастро. В 2006 году он передал исполнение обоих этих должностей своему брату Раулю Кастро, а в 2008 году окончательно ушёл в отставку. Высшим органом государственной власти стал Государственный совет, а председатель Государственного совета стал главой государства.

## Восстановление должности
24 февраля 2019 года на референдуме была принята новая конституция. В соответствии с этим правительство было реорганизовано, а посты президента и премьер-министра были восстановлены. Эта реорганизация вступила в силу 11 октября 2019 года. Диас-Канель был председателем Государственного совета до 10 октября 2019 года, после чего стал Президентом Республики. Вице-президентом назначен Сальвадор Вальдес Меса. Согласно новой конституции, должность председателя Государственного Совета сохраняется и становится подчинённой Президенту Республики.
Президент Кубы избирается Национальной ассамблеей каждые пять лет, может занимать эту должность только два срока подряд и должен быть моложе 60 лет на момент первого вступления в должность. Должность председателя Государственного совета Кубы совмещается с должностью председатель Национальной ассамблеи.
В случаях отсутствия, болезни или смерти президента, вице-президент принимает на себя его обязанности.

## Полномочия президента
Полномочия президента перечислены в статье 128 Конституции
1. соблюдать и обеспечивать уважение к Конституции и законам;
2. представлять государство и руководить его общей политикой;
3. направлять внешнюю политику, отношения с другими государствами, а также решать вопросы, касающиеся обороны и национальной безопасности;
4. одобрять законы, изданные Национальной ассамблеей, и организовывать их публикацию в официальной газете Республики в соответствии с положениями закона;
5. представлять Национальной ассамблее народной власти после его избрания на этой или следующей сессии членов Совета министров;
6. предлагать Национальной ассамблее или Государственному совету, в зависимости от обстоятельств, выбирать, назначать, приостанавливать, отзывать или заменять в своих функциях премьер-министра, председателя Верховного народного суда, генерального прокурора Республики, генерального контролёра республики, президента Национального избирательного совета и членов Совета министров;
7. предлагать делегатам соответствующих Муниципальных собраний выбирать или отзывать губернаторов и вице-губернаторов провинций;
8. знать, оценивать и принимать решения по отчётам об ответственности, представляемым премьер-министром о его руководстве, руководстве Совета министров или его исполнительного комитета;
9. осуществлять деятельность Верховного штаба вооружённых учреждений и определять их общую организацию;
10. председательствовать в Совете национальной обороны и предлагать Национальной ассамблее или Государственному совету, в зависимости от обстоятельств, объявлять состояние войны или войны в случае военной агрессии;
11. принимать решение о всеобщей мобилизации, когда этого требует защита страны, а также объявить чрезвычайное положение и чрезвычайную ситуацию в случаях, предусмотренных Конституцией, с учётом своего решения, как только позволят обстоятельства, Национальная ассамблея или Государственный совет, если таковой не может быть проведён, для соответствующих правовых целей;
12. повышать в звании и звании до высших офицеров вооружённых учреждений страны и отдавать приказы об их прекращении в порядке, предусмотренном законом;
13. в соответствующих случаях решать вопрос о предоставлении кубинского гражданства, принимать отставку и принимает решение о её лишении;
14. предлагать, в соответствии с положениями Конституции и закона, приостановление, изменение или отзыв положений и соглашений государственных органов, которые противоречат Конституции, законам или затрагивают общие интересы страны;
15. издавать при исполнении своих полномочий указы президента и другие положения;
16. создавать временные комиссии или рабочие группы для выполнения конкретных задач;
17. предлагать Государственному совету назначение или отстранение глав дипломатических представительств Кубы перед другими государствами, международными организациями или организациями;
18. присваивать или отзывать звание посла Республики Куба;
19. награждать орденами и почётными званиями;
20. предоставлять или отказывать от имени Республики Куба в утверждении глав дипломатических представительств других государств;
21. получать верительные грамоты руководителей иностранных представительств. Вице-президент может в исключительных случаях взять на себя эту функцию;
22. помиловать и просить Национальную ассамблею народной власти об амнистии;
23. самостоятельно участвовать в заседаниях Государственного совета и созывать их, когда они считают это необходимым;
24. председательствовать на заседаниях Совета министров или его исполнительного комитета; и
25. другие полномочия, установленные Конституцией или законами.